# Gårdscitronbi
Gårdscitronbi, Hylaeus communis, även stavat gårdcitronbi, är ett bi som är medlem av familjen korttungebin och släktet citronbin.

## Beskrivning
Ett ganska litet bi med en kroppslängd av 5 till 7 mm hos honan, 4 till 6 mm hos hanen. Huvudet är avsmalnande neråt, format som ett "V", och med gula markeringar. Hos honan utgörs dessa enbart av fläckar vid ögonen. Fläckarna är mycket variabla; de kan ibland helt saknas. Hanen har en mer omfattande gul ansiktsmask, även om även denna kan variera i storlek. Clypeus (munskölden) är vanligtvis helt eller delvis gul, pannan är även den vanligen gul, och fläckarna vid ögonen är mer utbredda än hos honan. Mellankroppen och bakkroppen är svarta, även om mellankroppen mycket sällsynt kan ha gula streck på den främre delen. Benen är också de svarta, med en del gula fält (mer omfattande hos hanen).

## Ekologi
Gårdscitronbiet är något av en generalist när det gäller habitat, och finns i de flesta miljöer, från gles skog som skogsbryn och -gläntor över häckar, sand-, grus- och lertag, snårskog, vägrenar, ruderatmark och markstörda områden till parker och trädgårdar.
Boet grävs ut/inrättas i murket trä, friskt trä med gamla borrhål från trälevande insekter, träväggar, stjälkar och stammar på örter, buskar och träd som exempelvis hallon, björnbärskomplexet, plommonsläktet, i rötter av gräsarten italienskt rör, i torra kvistar på fläderbuskar, i barken på tallar, i bihotell med tillräckligt smala rör (2 till 3 mm diameter) och många andra. Den kan även bygga larvbon i murbruket i fogarna på murade väggar.
Det händer att larvbona angrips av boparasiterna svartbent plankstekel och stor bistekel.
Arten är polylektisk, den hämtar pollen och nektar från blommande växter från ett stort antal familjer, som bland andra flockblommiga växter, korgblommiga växter, strävbladiga växter, korsblommiga växter, klockväxter, fetbladsväxter, kransblommiga växter, liljeväxter, fackelblomsväxter och resedaväxter. Den flyger från maj till mitten av september. I vissa delar av utbredningsområdet (delar av Tyskland, eventuellt även Storbritannien) kan ibland en andra generation uppträda.

## Utbredning
Gårdscitronbiet förekommer i hela Europa från östra Irland, Storbritannien samt Iberiska halvön i väster och Fennoskandien i norr. I Alperna går den upp till 1 600 m. Arten förekommer även i västra Asien från Uralbergen och Kaukasus till norra Iran samt i Nordafrika (Marocko).
I Sverige finns den norrut till Dalarna och Hälsingland samt sporadiskt längs Norrlands kustland upp till Luleå. I norra Norrlands inland är den mycket sällsynt.
I Finland finns arten förhållandevis sammanhängande från Åland och sydkusten till i höjd med Norra Österbotten, och spridda fynd norr därom (framförallt i Lappland).

## Status
Arten är klassificerad som livskraftig både globalt, i Sverige och i Finland.